# عملية المغازي
عملية المغازي أو كارثة المغازي (بالعبرية: אסון אל-מע'אזי) هو هجوم مركب شنه مقاتلون من كتائب الشهيد عز الدين القسام التابعة لحماس يوم الاثنين الموافق 22 يناير 2024، في مخيم المغازي بمحافظة الوسطى وأسفر عن مقتل 21 ضابط وجندي إسرائيلي وإصابة آخرين، وقد وصل مٌجمل خسائر القوات الإسرائيلية في هذا اليوم في قطاع غزة إلى 24 قتيل، منهم ثلاثة ضباط بمعارك خان يونس، مما جعلها أعلى حصيلة لخسائر الجيش الإسرائيلي في يوم واحد منذ بداية الاجتياح البري الإسرائيلي لغزة.

## التخطيط
تمركزت عناصر القسام في منطقة العملية - حسبما أشار قيادي في كتائب القسام - شرقي المغازي وسط قطاع غزة منذ أسابيع، على الرغم مما تتعرض له المنطقة من قصف متواصل، وصدرت تعليمات لمجموعة العملية بعدم التعامل مع القوات الإسرائيلية المتوغلة بالمخيم، وانتظار هدف وصيد ثمين. وجاءت الفرصة عندما كثفت قوات الجيش الإسرائيلي من نيرانها لتمشيط المنطقة وتمهيد الطريق لدخول قوة الهندسة إلى بعض المباني لتجهيزها لعملية التفجير التي تنتهجها اسرائيل لخلق منطقة عازلة، حتى أن مجموعة القسام رفضت التعامل مع قوة راجلة كانت تمر على حقل ألغام مُعد مسبقاً، وانتظرت عناصر المقاومة القوة الهندسية حتى زرعت المتفجرات بمبنيين ضمن مجموعة المباني المستهدفة للتفجير، وفي ذات الوقت كانت عناصر القسام تراقب دبابة ميركافا كانت موجودة بالموقع لتأمين القوة الهندسية، وعندما جاءت اللحظة المناسبة تعاملت المقاومة مع الموقف ونفذت العملية.

## الهجوم
وقع الهجوم في مخيم المغازي للاجئين، جنوب مخيم البريج في وسط قطاع غزة. عندما انتهى جنود الاحتياط من الكتيبة 8208 التابعة للواء 261 من زرع ألغام في مبنيين ضمن مهمة نسف عشرة مبان بالتعاون مع الفرق الهندسية وذلك على بعد 600 م من السياج الحدودي لقطاع غزة بالقرب من كيبوتس كيسوفيم.
خرج مقاتلو القسام من المزارع القريبة وأطلقوا قذيفتين على القوات الإسرائيلية في الساعة 4:00 مساءً، استهدفت الأولى جنوداً إسرائيليين في إحدى المبنيين، أما الثانية فكانت قذيفة الياسين 105 أُطلقت من سلاح آر بي جي واستهدفت دبابة ميركافا تابعة للكتيبة 9206، من اللواء 205، مما أدي إلى مقتل اثنين وإصابة اثنين من طاقمها. كان للقذيفة الأولى التأثير الأكبر في ارتفاع الخسائر حيث تسببت في انفجار الألغام المثبتة وانهيار المبنيين على من فيهما مما أدى إلى مقتل 19 جندياً إسرائيلياً، وإصابة آخرين أحدهم في حالة خطيرة. وانسحب مقاتلو القسام بسلام بعد الهجوم.
تذكر المصادر الإسرائيلية إن دبابة الميركافا رصدت المهاجمين الذين تقدموا من الحقول، لكنها قبل أن تدير برجها نحوهم وتطلق عليهم النار، عاجلتها قذيفة مضادة للدروع في وقت لم يكن نظام تروفي المثبت عليها مفعلاً.
بثت كتائب القسام مشاهد لما قالت أنه لعملية المغازي وأضافت أنه بجانب استهداف المبنيين ودبابة الميركافا، فقد فجرت حقل ألغام في قوة إسرائيلية هرعت للنجدة في نفس المكان مما أوقع أفرادها بين قتيل وجريح. كما رصدت قناة الجزيرة مشهد للانفجار الكبير الذي وقع نتيجة الهجوم.
استغرقت عملية الإنقاذ تحت الركام أكثر من عشر ساعات لانتشال القتلى بمشاركة العديد من الوحدات الإسرائيلية تحت قيادة قائد فرقة غزة العميد آفي روزنفيلد، وقائد اللواء الجنوبي (اللواء 6643) في غزة العقيد طال آشور وقد وصل رئيس أركان الجيش الإسرائيلي هرتسي هليفي ظهر الثلاثاء إلى مكان الهجوم، وأجرى تحقيقاً أولياً لمعرفة ملابسات الحادث.

## الخسائر
قُتل من الكتيبة 8208، اللواء 261:
- رقيب أول. (احتياط) هدار كبيلوك، 23 عاماً، من موشاف ميفو بيتار [الإنجليزية]، قائد فصيلة.[26]
- رقيب. (احتياط) سيرغي غونتماهر، 37 عاماً، من رمات غان.[27]
- رقيب أول. (احتياط) إلكانا يهودا سفس، 25 عامًا، من كريات أربع.[28]
- رئيس رقباء. (احتياط) يوآف ليفي، 29 عاماً، من يهود-مونوسون وسط إسرائيل.[29]
- رقيب أول (احتياط) نيكولاس بيرغر، 22 عاما، من القدس.[30]
- رقيب أول (احتياط) سيدريك غارين، 23 عاماً، من تل أبيب – يافا.[31]
- رقيب. (احتياط) أحمد أبو لطيف، 26 عاماً، من رهط.
- نقيب. نير بنيامين، 29 عاماً، من جفعاتايم.
- رقيب. إلكانا فيزل، 35 عاماً، من بني دكاليم [الإنجليزية] بالقرب من الضفة الغربية.
- رقيب. (احتياط) إسرائيل سوكول، 24 عاماً، من مستوطنة قرنيه شمرون الإسرائيلية في الضفة الغربية.[32]
- رقيب. ساغي عيدان، 24 عاماً، من روش هاعين.[33]
- مساعد. مارك كونونوفيتش، 35 عاماً، من هرتسليا.[34]
- مساعد. شاي بيتون حيون، 40 عاماً، من زخرون يعقوب.[35]
- مساعد. دانييل كاسو زيغي، 38 عاماً، من يوكنعام.

قُتل من الكتيبة 6261، اللواء 261:
- رقيب. (احتياط) متان لازار، 32 عاماً، من حيفا.[36]
- رقيب. (احتياط) رافائيل إلياس موشيوف، 33 عاماً، من بلدة برديس حنا-كركور قرب حيفا.
- رقيب. (احتياط) باراك حاييم بن فاليد، 33 عاماً، من ريشون لتسيون، قائد فصيلة.[37]
- مساعد. إيتامار تال، 32 عاماً، من كيبوتس ميسيلوت [الإنجليزية] في شمال إسرائيل.
- مساعد. آدم بسموت، 35 عاماً، من مستوطنة قرنيه شمرون الإسرائيلية في الضفة الغربية.

قُتل من الكتيبة 9206، اللواء 205:
- رقيب أول (احتياط) يوفال لوبيز، 27 عاماً، من مستوطنة ألون شفوت في الضفة الغربية.[38]
- نقيب (احتياط) أريئيل مردخاي وولفستال، 28 عاماً، من مستوطنة إليزار [الإنجليزية] الإسرائيلية في الضفة الغربية.[39]

## ردود الفعل الإسرائيلية
- قال بنيامين نتنياهو، رئيس الوزراء الإسرائيلي، في تعليقه على الهجوم في اليوم التالي: «عشنا أمس أحد أصعب الأيام منذ اندلاع الحرب والجيش بدأ تحقيقاً في الكارثة.»[40]
- قال يوآف غالانت وزير الدفاع الإسرائيلي عن الهجوم: «صباح صعب ومؤلم وقلوبنا مع عائلات الضحايا في أصعب أوقاتها. هذه حرب ستحدد مستقبل إسرائيل للعقود القادمة وسقوط جنودنا وصية لتحقيق أهداف الحرب.»[41]
- قال الرئيس الإسرائيلي إسحاق هرتسوغ: «صباح صعب على التحمل بإضافة أسماء المزيد من جنودنا إلى لائحة القتلى.»[42]
- قال يائير لابيد زعيم المعارضة الإسرائيلية: «صباح صعب لا يطاق مع الأخبار المريرة عن مقتل 21 جندياً من الاحتياط في جيش الدفاع الإسرائيلي.»[43]
- صرح العميد دانيال هاغاري المتحدث باسم الجيش الإسرائيلي في معرض حديثه عن الهجوم اليوم التالي: «الحادث الذي وقع أمس خطير جداً.»[44]

## التداعيات
ذكرت صحيفة جيروزاليم بوست إن مقتل 21 جندياً في حادثة واحدة يعزز المخاوف من ارتفاع أكبر لعدد القتلى في هذه المرحلة. وقد دفعت الحصيلة الدامية للهجوم رئيس الأركان الإسرائيلي إلى طلب استدعاء الاحتياط مجدداً. بينما قال القيادي في حركة حماس أسامة حمدان، إن عملية قتل الجنود والضباط الإسرائيليين تؤكد سيطرة المقاومة على الأرض في غزة.
كان من أبرز قتلى الهجوم آدم بيسموت، الذي سبق وأن قدمه نصير ياسين في إحدى حلقات برنامجه «ناس ديلي» بصفته ريادياً ورجل أعمال ناجح، وهو أيضاً مليونير شغل منصب الرئيس التنفيذي لشركة (SightBit) وكان رائداً لمنظمة «كوخافي همدبار»، التي توصف بأنها حاضنة القيادة وريادة الأعمال في إسرائيل. وقد رُقي إلى رتبة رقيب بعد مقتله في عملية المغازي وكان بيني غانتس حريصاً على حضور جنازته  والتي تعرض فيها للتوبيخ من جانب شقيق بيسموت.

## الملاحظات
1. ↑  هو في الأصل مدرسة تدريب لضباط الجيش الإسرائيلي باسم باهاد 1 (قاعدة التدريب 1) وتعمل أيضاً كلواء احتياطي في فرقة غزة باسم اللواء 261 في حالة الطوارئ.